# 孫運璿
孫 運璿（そん うんせん、1913年〈民国2年〉11月10日 - 2006年〈民国95年〉2月15日）は、中華民国（台湾）の政治家、高級技官。
ハルビン工業大学校を卒業後、国共内戦後に中華民国政府に従って共に家族と台湾に逃れ、台湾電力総経理、交通部長、経済部長、行政院長を歴任した。政府要職に就任した20年間で十大建設を推進し、李国鼎と共に新竹科学業園区設置を推進し、台湾の初期科学技術政策を立案した。現在の台湾では、台湾科学技術の基礎を築いた人物として「台湾経済的推手」と称されている。
1984年2月24日、行政院長就任中に脳溢血を患いながらも、病状の回復と共に車椅子により政界に復帰した。その行動と言語能力の一部を喪失しながらも政界に復帰した孫運璿は中国国民党を初め台湾政界に影響力を有し、その後4年間にわたり国民党の元老として影響力を行使し、総統選挙では連戦候補の応援活動を行っている。2006年2月、合併症により台北市内で92歳で逝去した。
2014年10月、晩年の26年間を過ごした台北市中正区重慶南路二段6巷10号の旧邸が「孫運璿科技・人文紀念館」としてリニューアルし、一般公開を開始した。

## 生涯

### 青年期
1913年、孫運璿は山東省蓬萊県の一般家庭に生まれた。父親の孫蓉昌が不在がちであったことから、孫運璿は幼年期は親族から疎まれるなどをしたが、その苦境がその後の強烈な個性へと繋がっている。
1925年、幼少より文学者を夢見ていた孫運璿であるが、父親の中国に必要な人材は工学とロシア語であるという意見を容れ、父親と共にハルビンへ移り、ロシア人向けの教育機関である露僑実業中学に入学しロシア語を学んだ。1927年、孫運璿はハルビン工業大学校予科で学び7年 の大学生活を送ることとなった。在学時代の成績は極めて優秀であり、1934年に首席で卒業している。

### 日中戦争期
1934年、ハルビン工業大学校を首席で卒業した後は、人材の流出を制限していた満洲国から商人に扮して脱出、母親と共に弁護士をしている父親を頼り天津に移り、その後江蘇省連雲港の発電所建設に参加している。そして自ら発表した送電ネットワークに関する論文（「配電網新算法」）が注目を集め南京国民政府資源委員会に招聘され湘潭湘江発電所の準備建設に携わった。
1937年に日中戦争が勃発、孫運璿は戦時臨時発電所の設置に従事し、その後政府の指示により、自力で輸送部隊を結成し、湘江発電所のタービンを3カ月かけて徒歩で陝西から重慶に移設している。更に政府命令により青海省に赴き、省内発の発電所を建設し自ら所長に就任した。その後発電所建設と移設の功績が認められ、孫運璿は政府から米国テネシー州のダム管理局への視察出張を命じられた。その後1945年に帰国している。

### 技術官僚時代

孫運璿と当時台湾電力修復を担当した工専学生との集合写真。右から4番目が孫運璿

1945年10月、孫運璿は台湾電力の機電処長に就任、台湾電力の電力供給システムの修復を担当した。当時の台湾電力は連合国軍による空襲で甚大な被害を受けており、発電能力はかつての10％までに落ち込んでいた。旧台湾電力株式会社日本人技術者の協力を得て34名の中国人技術者、日本統治時代に活躍した朱江淮等と協力し、省立台北工業職業学校、台湾省立工学院の3、4年生を実地研修させながら修理を行い、5ヶ月の間に台湾島内の80％の電力供給を復旧させ、1946年10月30日に日月潭発電廠（現在の大観一廠）の戦後復興作業が終了にしたことを宣言している

1950年、国共内戦の結果台湾に移転した中華民国政府は外貨準備高が枯渇し国家財政破綻の危機を迎えた。同年総工程師に昇格した孫運璿は各方面との折衝に当り、米国企業から200万アメリカドルの融資を受け、烏来水力発電所、台湾東西部送電連絡線、立霧発電所、新竹変電所などの設備を整備した。その中で台湾で初めて自力で設計・建築された烏来水力発電所は台湾の工業史の中で大きな意義を有した。これらの工業成果と、朝鮮戦争により米国政府が国民政府を反共勢力として重視したことで、米国により台湾の電力建設への積極的な支援が行われ1957年までに台湾の発電量は2倍に増加、その中で孫運璿は将来の台湾の発電は水力から火力になることを予想し火力発電所建設が推進された。
その後台湾電力総経理に就任した孫運璿は、米国政府の「大甲渓総合開発計画」への支援を獲得、徳基ダムの建設やMOB方式による会社制度の確立と農村の電化を推進し、当時の台湾の電力普及率は日本や韓国を凌ぐ99.7%を達成した。
1964年、台湾電力の業績は世界銀行の耳目を集め、孫運璿はその招聘を受けナイジェリア国家電力会社に出向しCEOに就任した。在職した3年間、孫運璿は国際プロジェクトであるニジェール川水力発電計画を推進し、ナイジェリの発電量を88%増加させることに成功した。しかし台湾に残した母親の病状が悪化したことにより1967年に職を辞して台湾に帰国している。

### 交通部長および経済部長時代

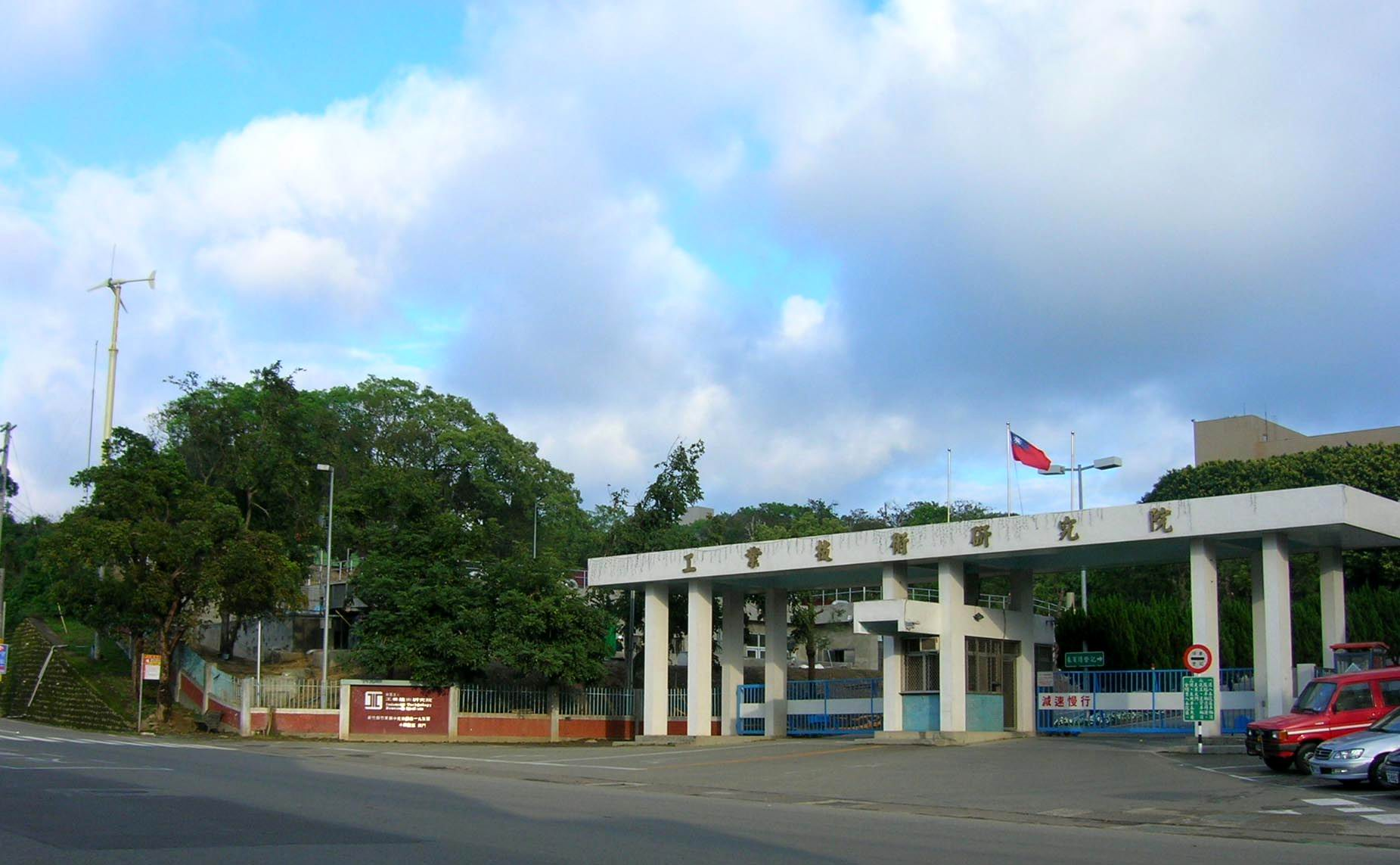
工業技術研究院

1967年末、技術官僚として政府中枢より注目されていた孫運璿は厳家淦内閣で交通部長に就任した。就任した孫運璿はまず農村での道路整備政策を、その後全国の道路網整備を推進し台湾の自動車交通の基礎を築いた。また「十大建設」計画が推進されていた時期でもあったため、北迴線、中正国際空港、台中港、蘇澳港、鉄道電化、中山高速公路等の建設計画を担当した。
1969年、経済部長の陶声洋が癌で急死すると、孫運璿は経済部長に転任した。1970年には台湾は対外貿易で大きな発展をみたが、まもなく国際連合を脱退した政治情勢の変化と、1973年に発生した第一次オイルショックは台湾経済に深刻な打撃を与えた。孫運璿は訪問団を率いサウジアラビアを訪問し、経済協力と引き換えに中東の石油資源の確保を図っている。しかし国際原油価格の暴騰は台湾の消費物価の急激な状況を招いた。

### 工研院と半導体計画
冷え込んだ台湾経済復活のため、1972年、蔣経国内閣は一連の経済発展計画に着手、1973年には孫運璿により韓国の「科学技術院」を参考に、官民資本により工業技術研究院を設立、規制緩和を実施し高待遇で海外で活躍する学者の帰国を推進した。当時立法院は工研院は政府が出資したものであるにもかかわらず財団法人化したことで管理権を有さないことに反対意見が相次いだが、孫運璿は各方面との折衝の結果過半数をかろうじて確保し工研院の設立を実現させた。このことより孫運璿を「工研院の父」 と称すこともある

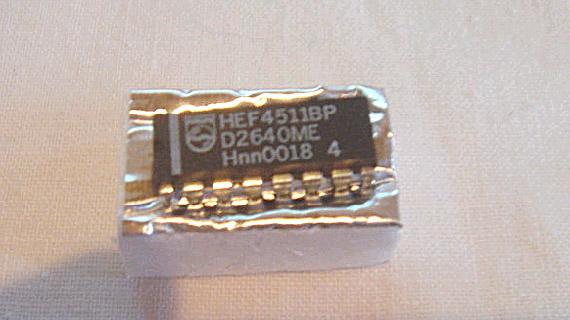
CMOSが当時RCA計画の中で選定された移転技術。後の集積回路の主流技術を占めることとなる

1974年、孫運璿は米国RCA研究室主任の潘文淵と協議を行った後、半導体産業を台湾における1970年代中期の基幹産業とし、工研院技術顧問委員会を設立、RCAより技術移転し集積回路の技術習得を決定した。この「RCA計画」には1,000万アメリカドルの資金が必要であり、当時の台湾経済には過度の負担になるとし反対意見もあったが、孫運璿の政治力により計画は推進されていった。1977年、孫運璿は国防部と協議し、新竹に科学園区の用地を取得した後、1980年代に完成した。新竹科工業園区が完成すると台湾は世界中での数少ない集積回路の生産地としての地位を獲得した。その後工研院と半導体産業は1980年代から2000年代の台湾国内産業の牽引役を果たした。

### 行政院長
1978年、行政院長であった蔣経国が総統選挙に当選すると、孫運璿は次期行政院長に抜擢された。行政院長に就任した孫運璿は台湾の観光資源と天然資源の保護を提唱し、1979年4月には行政院院会で「台湾地区総合開発計画」を通過、玉山、墾丁、雪山、大覇尖山、太魯閣渓谷、蘇花公路、東部海岸などを国家公園予定地に指定、内政部での積極的な処理を支持した。1980年、国家公園計画が初めて政府の重要政策に加えられ、345万元の国家公園建設予算が付与された。内容は主に墾丁国家公園を計画の対象としたものであり、これは当時内政部長であった張豊緒が屏東県出身であり墾丁一帯を熟知するとともに、本人も自然保護に積極的であったことにもよる。墾丁国家公園は1982年9月1日に、台湾初の国家公園として正式に設立された。
行政院長として孫運璿の最大の試練は米台断交である。当時孫運璿は愛国運動で民衆の米国政府への不満を和らげるとともに、海外渡航解禁を宣言していた時期である。新竹科学園区は米台断交の10日後に開園することから多くの海外在住の台湾人を帰国させることに成功し民心の安定に繋がった。同時に米国政府へ働きかけ1979年には台湾関係法を米国議会で成立させ、両国政府は断交後も実質的な関係を維持することとなった。
1979年、美麗島事件が発生すると国民党政権は台湾の民主化勢力への弾圧が強まった。孫運璿は技術官僚出身とは言え政治的混乱に巻き込まれることとなった。
1982年、経済発展に伴う貧富の差の拡大に対し、孫運璿内閣社会基礎の構築と農民所得向上を政策に掲げ、200億元の資金を投入し農業従事者と非農業従事者の所得格差の均衡化と、農村福利厚生の整備により農業従事者の生活水準の向上を図った。そして孫運璿自身も積極的な視察活動を行い多くの民衆の支持を獲得した。
孫運璿が行政院長に在職していた期間中、台湾の消費物価は安定し、国民所得は1977年の1,182元から1984年には3倍弱の3,134元に急速に増加させている。

### 晩年
脳溢血で倒れた後の孫運璿は車椅子で時々公益活動や国民党の活動に参加する程度であったが、それでも董氏基金会の名誉顧問に就任している。また1996年には孫運璿の古くからの同僚や部下と共に孫運璿基金を設立、当初は優秀な公務員の表彰、後に公共政策の研究、シンポジウム、論文発表、出版事業などを行っている。
その政治的貢献の大きさから、行動に制限があり政壇への露出度が減少した孫運璿であるが、国民党の各種選挙活動の中で重要な役割を果たす人物の一人であった。民進党への政権交代が行われた後も総統府資政に任ぜられ、このほか連戦による総統選挙でも孫運璿は国民党党員であれば無条件で国民党候補を支持すると表明し、不自由な身体ながら選挙運動に参加し国民党への忠誠をアピールした。2005年以降は病状の悪化によって公の舞台に登場する回数が極端に減少し、2005年8月16日に行われた馬英九の国民党主席選挙当選証書の付与式典に出席したのが最後となった。
2006年1月30日、呼吸困難に陥った孫運璿は病院に搬送され心筋梗塞、急性内臓疾患、急性肺水腫と診断、2月2日に一旦心停止したが、2月15日0時33分、台北市台北栄民総医院で93歳で逝去した。
2月25日、総統府は孫運璿の葬儀を国葬とすることを発表、連戦を葬儀委員長とし国旗・国民党党旗で包まれ出棺し、総統であった陳水扁、副総統であった呂秀蓮及び五院院長の参列の下葬儀が実施され、その後基隆市七堵の欣欣墓園に埋葬された。